# Lubięcin (przystanek kolejowy)
Lubięcin – zamknięty przystanek kolejowy i ładownia, dawniej stacja kolejowa we wsi Lubięcin w woj. lubuskim, w powiecie nowosolskim, w gminie Nowa Sól.